# 黄铭德
黄铭德（Raymond Ng，1985年7月28日—），马来西亚华人歌手，推出过多张流行音樂专辑，也推出賀歲歌曲。而他也在2020年开始在马来西亚网络平台Facebook直播。期间更荣获了马来西亚纪录大全、四张白金唱片奖和三张金唱片奖。

## 生平

### 2005年—2007年：成名前
黄铭德在成名前，他在2005年到2007年期间，发过了一张个人贺岁专辑《发财》，一张生平中个人的第一张专辑《沙滩的姑娘》，以及两张贺岁合辑之后，就退出唱片歌手的身份。之后学习美容课程，并且开了属于他个人的美容院，帮忙更多马来西亚名人歌手化妆，也开拓他的美容行业。

### 2020年：复出，直播唱歌的辉煌
由于铭德在担任化妆师期间，有给银城唱片旗下的几位歌手化妆拍MV的关系，终于有一次，银城唱片老板兼音乐制作人兼词曲人范俊才欣赏铭德的唱功，但是被铭德拒绝。之后范俊才再提了几次邀约，造型、选曲给他更大的自由度之后，因此铭德决定在2019年，接受了范俊才的邀请，正式录制其复出的第一张专辑。
2020年，黄铭德时隔13年之后，发布了他加入银城唱片复出的第一张专辑《男神时代》。这一张专辑的MV拍摄之前，更是挑战减重。在这一张专辑的记者会完成一天后，碰上了马来西亚行动管制令，导致他的美容行业受到影响。因此在此无聊的期间，决定踏入Facebook直播领域，以唱经典歌曲为主。之后他直播的观看人数有陆续的明显增长，因此他就继续直播唱歌。
7月，为了制作一张在行动管制令期间推出的第二张个人专辑《男人要争气》，这一张专辑的选曲，以直播观众在直播给他点唱的歌单筛选为主。后来在9月推出了他第二张个人专辑《男人要争气》。同月，他也为他第三张个人专辑兼第一张贺岁专辑负责制作。
在他拍摄《牛转乾坤赚到钱》贺岁专辑MV杀青之时，银城唱片老板范俊才宣布他的第二张专辑《男人要争气》荣获了白金唱片销量大奖，也是铭德第一张荣获白金唱片的专辑。同时间，他也获得了Kitchenku的邀请，参与合唱这一张非卖品贺岁专辑《幸福年》演唱两首曲目。

### 2021年：和阿妮合作
2020年11月，铭德宣布推出他的第三张专辑，也是他的贺岁专辑《牛转乾坤赚到钱》。铭德那时最想要和M-Girls成员的阿妮合作，但是一次机缘巧合下联系到了阿妮，并且在阿妮2021年个人直播的演唱会亮相合唱。铭德也在2021年离开银城唱片，以自己的品牌，推出更多的家用产品。银城唱片也在他解约之后，推出了他在银城唱片2合1的USB专辑（包括《男神时代》和《男人要争气》专辑的所有曲目）。
2021年4月，铭德推出自家产牌Utouche 优达士，推出了第一样产品——去头屑洗发水。之后也在6月，以自由身的身份推出了个人专辑《爱情的承诺》，由马来西亚知名音乐人邓智彰亲自操刀。后来因为和阿妮合作融洽，也特别邀请了阿妮和铭德合唱也是由邓智彰作词作曲的《你最可爱》。并且也首次让他的合作伙伴尾尾（丘世伟）在这一张专辑和他合唱献声。也因此同时，这首《爱情的承诺》变成了铭德必不可少的代表作。他的自家产牌Utouche也在这时，也获得了马来西亚MTPN（国家消费者委员会）颁发的2021年最佳消费人认证奖项。
同样在这一年，他更尝试在马六甲户外直播，而他在户外的直播也获得超过1万位的网民在线上观赏，也配合了Cuti-Cuti Malaysia的活动，成功带领了很多粉丝来马六甲旅游。马来西亚旅游理事会主席尤再迪（Uzaidi Udanis），马六甲旅行局高级经理，和马六甲河流及海岸机构市场部助理也在2021年10月26日，颁发感谢状给铭德。
之后，他也邀请了阿妮为他的贺岁专辑担任制作人，阿妮也邀请了铭德在她的个人贺岁专辑《团团和圆圆》合唱一首歌曲。铭德在拍摄2022年贺岁专辑《春节新年好》期间，也尝试挑战吊钢丝拍摄同名主打歌的MV。
2021年12月9日，也就是隔了17个月之后，马来西亚纪录大全的负责人也在这天颁发奖状给铭德。同时，《春节新年好》正式发行。

### 2022年：辉煌之路，一年发四张专辑
2022年1月，铭德首次和马来西亚冠军歌王庄学忠合作，开了属于他们的直播演唱会，获得更多观众观赏。
2022年3月，铭德和阿妮宣布再度合作，录制他们的合辑。并且在6月，正式宣布推出他们的《甜蜜情歌1.0——亲爱的她》。这一张专辑也在开卖会当天，破了金唱片（6000张以上）的销量。
2022年4月，铭德和庄学忠的直播演唱会合作成功，因此促成了铭德发行另外一张个人专辑的念头，也想和庄学忠合作，因此他前往庄学忠自己的录音室，录制了他的个人第七张专辑《兄弟，我挺你！》，并且在9月推出这一张专辑的USB。
2022年5月，黄铭德在马六甲，荣获了马来西亚旅游大使奖。同时也举办了他的云顶演唱会，也在一年里面连开两场云顶个人演唱会。
2022年8月，铭德更挑战极限，推出一张个人贺岁专辑，一张贺岁合辑和参与合唱阿妮贺岁专辑的一首曲目。
2022年12月，他的2023年贺岁专辑《名扬四海旺盛年》已经开售。在举办这一张专辑的记者招待会的同时，铭德也宣布他再度荣获了马来西亚纪录大全，也就是脸书最高歌唱表演观看人数。同时间，他也凭借《爱情的承诺》和《春节新年好》，再斩获两张白金唱片大奖。同月，他也和阿妮、尾尾、庄学忠和谢采妘，组成组合五福星，推出了贺岁专辑《迎春争辉唱新年》，并且开了三场《迎春争辉唱新年》的演唱会。铭德也在阿妮个人的贺岁专辑《发发发发发》，合唱一首新年歌。同时，他也推出了他的第一本写真自传《秘密》。他更获得新加坡导演梁志强的邀约，特别演出了梁志强执导的2023年贺岁电影《猫山王中王》。

### 2023年：和南方唱片合作
2023年2月，铭德参与由云顶主办的幸福万岁两场的演唱活动。
2023年3月，铭德荣获了MYMALAYSIA TOURISM AWARDS 2023 (MMTA 2023) ——探索、发现和体验马来西亚的奖项。之后在5月，和尾尾一起获得了马来西亚MITA旅游英雄奖。
2023年6月，铭德正式宣布和南方唱片合作，并在8月推出了他首张的个人专辑《宝贝跳起来》，由南方唱片知名音乐制作人郑国亮操刀。之后铭德受安祈爾邀约，参与安祈爾在10月推出她加盟南方唱片的第二张个人专辑《你是我最美的爱》，合唱一首歌曲。
2023年9月，铭德以自由身身份，再和阿妮、尾尾一起推出了他们三人的贺岁专辑，并且砸重金前往中国桂林拍摄，也获得了赞助。并且在12月推出了贺岁专辑《龙年显威风》，也同时参与了阿妮贺岁专辑主打歌《桃花开开开》的MV演出（同时收录一首铭德、阿妮和尾尾前往中国桂林拍摄的新年歌）。

### 2024年：举办第三场个人演唱会，发行第二张在南方唱片的专辑
铭德也在先前2023年，创立了属于自己的旅行社Yesmola Holidays，展开更多的旅行团。
铭德也在2024年8月宣布，将会在12月14日，举办他自己的第三场个人演唱会。除此之外，他也是长江后浪推前浪，亲自担任音乐制作人，为尾尾制作属于尾尾的第一张专辑《尾你歌唱Vol. 1》，并在同月推出。
2024年7月，南方唱片为庆祝公司迈向50周年，推出了他们公司的第六张情歌对唱精选《魅力情歌对唱6》，并收录了铭德在南方唱片的两首合唱歌在内。
2024年8月，铭德在尾尾直播正式宣布，明年也会推出个人专辑。
2024年9月，铭德正式开拍贺岁合辑和在南方的第二张个人专辑《喜剧舞台》的MV。
2024年11月，铭德、尾尾和阿妮推出了前往中国云南和马来西亚拍摄的贺岁专辑《一家大小》。
2024年12月14日，铭德在王岳海大礼堂举办了第三场个人演唱会“森林舞会”，并在同一天推出他在南方的第二张个人专辑《喜剧舞台》。除此之外，同日南方唱片御用音乐制作人郑国亮当天宣布，《宝贝跳起来》已经突破白金唱片销量，铭德也正式荣获白金唱片大奖。这也是第四张铭德荣获白金唱片的个人专辑。

## 音乐作品

### 個人專輯（2020年之前）
| 專輯名稱   | 發行日期 | 發行厂牌     | 版本    |
| 沙滩的姑娘 | 2006     | Yes 娱乐制作 | VCD＋CD |
| 发财       | 2006     | Yes 娱乐制作 | VCD＋CD |

### 个人专辑（2020年复出）
| #  | 專輯名稱                            | 發行日期 | 發行厂牌                     | 版本         | 曲目 |
| 1  | 男神时代                            | 2020     | 银城唱片，PMP 环宇娱乐       | DVD＋CD，USB | 曲目 1. 男神时代 2. 王子摇摆 3. 梅兰梅兰我爱你 4. 天涯客 5. 打喷嚏 6. 一支玫瑰，两颗心碎 7. 心上人 8. 香蕉船 9. 今晚夜 10. Monica 11. 玫瑰花开 12. 姑娘的酒窝 |
| 2  | 男人要争气                          | 2020     | 银城唱片，PMP 环宇娱乐       | DVD＋CD，USB | DVD＋CD 版本 曲目 1. 男人要争气 2. 多少柔情多少泪 3. 寻梦园 + 曼莉 4. 冬恋 5. 阿兰娜 6. 良夜不能留 7. 月儿像柠檬 8. 心有千千结 9. 南屏晚钟 10. 泪的小花 11. 初恋诗 12. 为什么春天要迟到 USB 版本 曲目 1. 男人要争气 2. 初恋诗 3. 冬恋 4. 阿兰娜 5. 为什么春天要迟到 6. 良夜不能留 7. 南屏晚钟 8. 泪的小花 9. 心有千千结 10. 寻梦园 + 曼莉 11. 月儿像柠檬 12. 多少柔情多少泪 |
| 3  | 牛转乾坤赚到钱                      | 2021     | 银城唱片，PMP 环宇娱乐       | DVD＋CD，USB | 曲目 1. 牛转乾坤赚到钱 2. 财神到我家 3. 财源滚滚 4. 喜洋洋 5. 恭喜发财 6. 万年红 7. 发财 8. 恭喜恭喜 + 财神到 9. 万事亨通 10. 过个快乐年 |
| 4  | 爱情的承诺                          | 2021     | Utouche 优达士，PMP 环宇娱乐 | DVD＋CD，USB | 曲目 1. 爱情的承诺 2. 亲爱的芭比多 + 四个愿望 3. 玉兰溪之恋 4. 舞女泪 5. 我不管 6. 恨海 7. 落叶 8. 情人恰恰 9. 你最可爱 (阿妮 合唱) 10. 那天晚上遇见你 11. 让我慢慢告诉你 + 可爱负心人 (尾尾 合唱) 12. 蓝色的跑车 |
| 5  | 春节新年好                          | 2022     | Utouche 优达士，PMP 环宇娱乐 | DVD＋CD，USB | 曲目 1. 春节新年好 2. 龙马精神 (阿妮 合唱) 3. 贺新年 + 大地回春 (尾尾 合唱) 4. 弄狮 + 新年打锣鼓 (福建) 5. 拜年 + 春天是我们的 (阿妮 合唱) 6. 迎春花 + 万事如意 (尾尾 合唱) |
| 6  | 甜蜜情歌 1.0 - 亲爱的她 (阿妮 合唱) | 2022     | Utouche 优达士，PMP 环宇娱乐 | DVD＋CD，USB | 曲目 1. 亲爱的她 2. 傻瓜与野丫头 3. 山顶的春天 (华语 VS 福建) 4. 月下对口 5. 天鳄（福建） 6. 新婚快乐 7. 两口子对唱 8. 云中月圆（福建） 9. 打是疼骂是爱 10. 何必去烧香 |
| 7  | 兄弟, 我挺你!                       | 2022     | Utouche 优达士               | USB          | 曲目 1. 兄弟, 我挺你! (庄学忠 合唱) 2. 敲敲门 + 你家大门 3. 誓言 4. 背新娘 5. 我的娜娜 + 又要分手 6. 我俩在一起 7. 无情火车 + 梦在你怀中 + 最后的夜快车 8. 星星之夜 9. 黄昏小唱 10. 午夜香吻 |
| 8  | 名扬四海旺盛年                      | 2023     | Utouche 优达士，PMP 环宇娱乐 | DVD＋CD，USB | CD 版本 曲目 1. 名扬四海旺盛年 2. 金狮拜年 3. 弄龙弄狮过新年 (福建) (尾尾 合唱) 4. 富贵花开迎新年 5. 马到功成 (尾尾，Utouche 儿童合唱团 合唱) 6. 年节时景 7. 大拜年 (尾尾 合唱) 8. 招财进宝财神到 (阿妮 合唱) 9. 春天来了（尾尾，Utouche 儿童合唱团 合唱） 10. 大发财 (福建) (阿妮 合唱) DVD，USB 版本 曲目 1. 名扬四海旺盛年 2. 金狮拜年 3. 弄龙弄狮过新年 (福建) (尾尾 合唱) 4. 富贵花开迎新年 5. 招财进宝财神到 (阿妮 合唱) 6. 年节时景 7. 大拜年 (尾尾 合唱) 8. 马到功成 (尾尾，Utouche 儿童合唱团 合唱) 9. 春天来了 (尾尾，Utouche 儿童合唱团 合唱) 10. 大发财 (福建) (阿妮 合唱)                                                                                                 |
| 9  | 宝贝跳起来                          | 2023     | 南方唱片                     | DVD＋CD，USB | USB 版本 曲目 1. 宝贝跳起来 (原创新歌) 2. 早安隆回 (尾尾 合唱) 3. 听闻远方有你 4. 爱情陷阱 (粤语) 5. 情深有几许 6. 姻缘天注定 (福建/华语) (张美玲 合唱) 7. 梦在你怀中 + 忘也忘不了 8. 等一个人 9. 半点心 (粤语) 10. 伤心的酒吧 11. 鬼迷心窍 12. 祝福 + 酒是舞伴你是性命 (福建) 13. 你真美丽 14. 宝贝跳起来 (原创新歌卡拉OK伴奏) DVD+CD 版本 曲目 1. 宝贝跳起来 (原创新歌) 2. 早安隆回 (尾尾 合唱) 3. 听闻远方有你 4. 爱情陷阱 (粤语) 5. 情深有几许 6. 姻缘天注定 (福建/华语) (张美玲 合唱) 7. 梦在你怀中 + 忘也忘不了 8. 等一个人 9. 半点心 (粤语) 10. 伤心的酒吧 11. 鬼迷心窍 12. 祝福 + 酒是舞伴你是性命 (福建) 13. 你真美丽 14. 姻缘天注定 (男女伴唱版) (1/2-女声伴唱 2/2-男声伴唱) |
| 10 | 喜剧舞台                            | 2024     | 南方唱片                     | DVD＋CD，USB | USB 版本 曲目 1. 喜剧舞台 (原创新歌) 2. 冬天里的一把火 (Fire Mix) 3. 快乐鸟日子 (福建) (尾尾 合唱) 4. 爱你的只有一个我 + 大眼睛 5. 午夜星河 (安祈爾 念白) 6. 恼人的秋风 (DJ REMIX) 7. 沉默是金（粤语） 8. 失恋阵线联盟 9. 只要为你活一天 10. 迟到 + 三月里的小雨 11. 你怎么舍得我难过 (DJ Mix) 12. 森林之歌 13. 喜剧舞台 (原创新歌卡拉OK伴奏) DVD+CD 版本 曲目 1. 喜剧舞台 (原创新歌) 2. 冬天里的一把火 (Fire Mix) 3. 快乐鸟日子 (福建) (尾尾 合唱) 4. 爱你的只有一个我 + 大眼睛 5. 午夜星河 (安祈爾 念白) 6. 恼人的秋风 (DJ Remix) 7. 沉默是金 (粤语) 8. 失恋阵线联盟 9. 只要为你活一天 10. 迟到 + 三月里的小雨 11. 你怎么舍得我难过 (DJ Mix) 12. 森林之歌                            |

### 参与合集（2020年复出）
| 歌手                                                                             | 專輯名稱         | 發行日期 | 發行厂牌                                           | 版本                                                                                  | 曲目 |
| Kitchenku 群星（梁晉榮，黄铭德，拉丝达，黄晓涵，李冠贤，李籽莹，曾信穅，陈恢槿） | 幸福年           | 2021     | Kitchenku                                          | DVD（非卖品）                                                                         | 曲目 1. 幸福年 (合唱) 2. 春花齐放 + 新年好 + 恭喜发财 + 嘻嘻哈哈过新年 + 大拜年 + 向歌友们拜年 + 喜气洋洋过新年 (合唱) Bonus Track (梁晉榮独唱精选贺岁歌曲) 1. 四季福 (收录在梁晉榮和周明瑶2019年贺岁专辑《美好时光》) 2. 石油红包 (收录在梁晉榮2018年贺岁专辑《回家团圆真好》) |
| 阿妮                                                                             | 团团和圆圆       | 2022     | NE Music Production，PMP 环宇娱乐                  | DVD＋CD，USB                                                                          | 曲目 1. 团团和圆圆 (Nick Kung 龚建华，Ash 盧信宥 合唱) 2. 赚钱的年 (巧千金 (Miko，Viki) 合唱) 3. 新年样样好（原曲：幸福满满） 4. 正月里来是新春 (黄铭德 合唱) 5. 新年无限好 (巧千金 (Miko，Viki) 合唱) 6. 鸿运当头 (黄铭德 合唱) |
| 侯美仪                                                                           | 你甭来乱         | 2022     | 银城唱片                                           | DVD，USB（分为MP3和MP4）                                                              | 曲目 1. 你甭来乱 2. 切切咧 3. 吃斋来念佛 4. 病仔歌 (黄铭德 合唱) 5. 东山再起 6. 憨憨吃天公（DJ Disco 版） 7. 惜别的海岸 8. 桃花过渡 (黄铭德 合唱) 9. 收旧报纸（DJ Disco 版） 10. 嫁娶讲好话 11. 安童哥买菜 12. 十一哥 + 鸳鸯水鸭 |
| 阿妮                                                                             | 发发发发发       | 2023     | NE Music Production，PMP 环宇娱乐                  | DVD＋CD，USB                                                                          | 曲目 1. 发发发发发 2. 财神来了 + 霸气如虹财运到 (Miko 合唱) 3. 喜年一开财富来 + 舞狮舞龙庆新年 (阿妮音乐课室学生 合唱) 4. 新年万万岁 (龚建华，卢信宥，林铭，Aluk 榴莲 zaii 合唱) 5. 龙飞凤舞迎新春 (黄铭德 合唱) 6. 新年快乐 (Miko，阿妮音乐课室学生 合唱) |
| 五福星（黄铭德，尾尾，阿妮，庄学忠，谢采妘）                                     | 迎春争辉唱新年   | 2023     | Nutri Trend                                        | DVD＋CD                                                                               | 曲目 1. 迎春争辉唱新年（合唱） 2. 八方吉祥样样红（合唱） 3. 今年大发财（黄铭德，尾尾，阿妮） 4. 猜酒拳（黄铭德，尾尾，阿妮） 5. 福星高照（黄铭德，尾尾，阿妮） |
| 安祈尔                                                                           | 你是我最美的爱   | 2023     | 南方唱片                                           | DVD＋CD，USB                                                                          | USB 版本 曲目 1. 你是我最美的爱 (原创新歌) 2. 海鸥飞呀飞 3. รักเธอไม่มีวันหยุด Ruk Tur Mai Mee Wun Yoot 爱你没有终止的一天 (泰语) 4. 安娜 + 寻梦园 5. 不再犹豫 (粤语) (安祈尔 + 陈俐绢 + 董美燕 + 王鳍潓) 6. 早安隆回 7. 堆积情感 (华语) (黄铭德 合唱) 8. 水手 9. 你爱我坏 10. Nothing's Gonna Change My Love for You (英语) 11. 飞蛾扑火 12. 爱人叨位去 (福建) 13. 堆积情感 (粤语) (独唱) 14. 寂寞沙洲冷 (DJ Mix) 15. 你是我最美的爱 (原创新歌卡拉OK伴奏) DVD+CD 版本 曲目 1. 曲目 2. 你是我最美的爱 (原创新歌) 3. 海鸥飞呀飞 4. รักเธอไม่มีวันหยุด Ruk Tur Mai Mee Wun Yoot 爱你没有终止的一天 (泰语) 5. 安娜 + 寻梦园 6. 不再犹豫 (粤语) (安祈尔 + 陈俐绢 + 董美燕 + 王鳍潓) 7. 早安隆回 8. 堆积情感 (华语) (黄铭德 合唱) 9. 水手 10. 你爱我坏 11. Nothing's Gonna Change My Love for You (英语) 12. 飞蛾扑火 13. 爱人叨位去 (福建) 14. 堆积情感 (粤语) (独唱) 15. 寂寞沙洲冷 (DJ Mix) 16. 堆积情感 (华语) (男女伴唱版) (1/2-男声伴唱 2/2-女声伴唱) |
| 阿妮                                                                             | 桃花开开开       | 2024     | NE Music Production，PMP 环宇娱乐                  | DVD＋CD，USB                                                                          | 曲目 1. 桃花开开开 (Happy Polla 合唱) 2. 大团圆 (阿妮音乐课室学生 合唱) 3. 开心年 + 新的一年 (巧千金 (Miko，Viki)，Nick Kung 龚建华，Ash 卢信宥 合唱) 4. 新春大吉（黄铭德，尾尾 合唱） 5. 如愿 (Miko，阿妮音乐课室学生 合唱) |
| 三王（黄铭德，尾尾，阿妮）                                                       | 龙年显威风       | 2024     | Nutri Trend，A Vintage Collezione，PMP 环宇娱乐    | DVD＋CD，USB (分为MP3和MP4，并附送五福星《迎春争辉唱新年》的五首曲目)，2024年年历海报 | CD 版本 曲目 1. 龙年显威风 2. 霸气如虹迎新年 3. 恭喜大家发大财 4. 万马奔腾迎新春 5. 气势如虹 DVD 版本 曲目 1. 龙年显威风 (MV版) 2. 霸气如虹迎新年 (MV版) 3. 恭喜大家发大财 (MV版) 4. 万马奔腾迎新春 (MV版) 5. 气势如虹 (MV版) 6. 龙年显威风 (KTV版) 7. 霸气如虹迎新年 (KTV版) 8. 恭喜大家发大财 (KTV版) 9. 万马奔腾迎新春 (KTV版) 10. 气势如虹 (KTV版) USB (MP3) 版本，收录《迎春争辉唱新年》贺岁专辑全曲目 曲目 1. 龙年显威风 2. 霸气如虹迎新年 3. 恭喜大家发大财 4. 万马奔腾迎新春 5. 气势如虹 6. 迎春争辉唱新年（阿妮，黄铭德，尾尾合唱版） 7. 八方吉祥样样红（阿妮，黄铭德，尾尾合唱版） 8. 大发财（阿妮，黄铭德合唱／福建） 9. 猜酒拳 10. 福星高照 USB (MP4) 版本，收录《迎春争辉唱新年》贺岁专辑三首曲目 曲目 1. 龙年显威风 2. 霸气如虹迎新年 3. 恭喜大家发大财 4. 万马奔腾迎新春 5. 气势如虹 6. 今年大发财 7. 猜酒拳 8. 福星高照 |
| 尾尾                                                                             | 尾你歌唱 Vol. 1  | 2024     | Utouche 优达士，YesMola 直播购物平台，PMP 环宇娱乐 | CD+USB                                                                                | 曲目 1. 欢喜来恰恰（福建） 2. 爱你一万倍 3. 泪的衣裳 4. 拼出头（福建） 5. 惜别的海岸 6. 再见 (黄铭德 合唱) 7. 望月想爱人（福建） 8. 诺言 9. 花心 10. 爱我的人和我爱的人 11. 春夏秋冬（福建） 12. 爱的风雨路 13. 你不爱我我爱你 14. 最想你的时候 |
| 三王（黄铭德，尾尾，阿妮）                                                       | 一家大小热闹闹   | 2025     | Nutri Trend，YesMola 直播购物平台，PMP 环宇娱乐    | DVD，CD，USB (分为MP3和MP4)                                                           | CD，USB (MP3)，USB (MP4) 版本 曲目 1. 一家大小 (Jaspers Lai 赖宇涵 合唱) 2. 恭喜大家都发财 3. 欢乐新春 + 岁岁安好 4. 红红热闹闹 5. 庙宇朝拜 6. 龙头大队贺新年 7. 声声祝福 DVD 版本 曲目 1. 一家大小 (Jaspers Lai 赖宇涵 合唱) (MV版) 2. 恭喜大家都发财 (MV版) 3. 欢乐新春 + 岁岁安好 (MV版) 4. 红红热闹闹 (MV版) 5. 庙宇朝拜 (MV版) 6. 龙头大队贺新年 (MV版) 7. 声声祝福 (MV版) 8. 一家大小 (Jaspers Lai 赖宇涵 合唱) (KTV版) 9. 恭喜大家都发财 (KTV版) 10. 欢乐新春 + 岁岁安好 (KTV版) 11. 红红热闹闹 (KTV版) 12. 庙宇朝拜 (KTV版) 13. 龙头大队贺新年 (KTV版) 14. 声声祝福 (KTV版) |
| 陈俐絹                                                                           | 你是我甜甜的幸福 | 2025     | 南方唱片                                           | DVD+CD，USB                                                                           | USB 版本 曲目 1. 你是我甜甜的幸福（原创新歌） 2. Ready To Rise（原创新歌） 3. 分享+特别的爱给特别的你 4. 明天你是否依然爱我（黄铭德 合唱） 5. 天际 6. 我和你+温情满人间 7. 爱情转移（New Vers） 8. 爱过的证据（《囚鸟》闽南语版） 9. 诺言+最爱最恨都是你 10. Take Me To Your Heart（《吻别》英文版／欢乐四宝【陈俐絹+安祈爾+天翔+宇翔】 合唱） 11. 沉默是金（New Vers／粤语） 12. 我是真的爱上你（DJ Mix） 13. 你是我甜甜的幸福 (原创新歌卡拉OK伴奏) 14. Ready To Rise (原创新歌卡拉OK伴奏) DVD+CD 版本 曲目 1. 你是我甜甜的幸福（原创新歌） 2. Ready To Rise（原创新歌） 3. 分享+特别的爱给特别的你 4. 明天你是否依然爱我（黄铭德 合唱） 5. 天际 6. 我和你+温情满人间 7. 爱情转移（New Vers） 8. 爱过的证据（《囚鸟》闽南语版） 9. 诺言+最爱最恨都是你 10. Take Me To Your Heart（《吻别》英文版／欢乐四宝【陈俐絹+安祈爾+天翔+宇翔】 合唱） 11. 沉默是金（New Vers／粤语） 12. 我是真的爱上你（DJ Mix）                                    |

### 精选辑
| 專輯名稱                  | 發行日期 | 發行厂牌 | 版本   | 曲目 |
| 2合1限量版精选            | 2021     | 银城唱片 | USB    | 曲目 1. 男神时代 2. 王子摇摆 3. 梅兰梅兰我爱你 4. 天涯客 5. 打喷嚏 6. 一支玫瑰，两颗心碎 7. 心上人 8. 香蕉船 9. 今晚夜 10. Monica 11. 玫瑰花开 12. 姑娘的酒窝 13. 男人要争气 14. 多少柔情多少泪 15. 寻梦园 + 曼莉 16. 冬恋 17. 阿兰娜 18. 良夜不能留 19. 月儿像柠檬 20. 心有千千结 21. 南屏晚钟 22. 泪的小花 23. 初恋诗 24. 为什么春天要迟到 |
| 魅力情歌对唱 6 - 堆积情感 | 2024     | 南方唱片 | CD+DVD | CD 版本 曲目 1. 堆积情感（黄铭德／安祈爾） 2. 再回首（刘燕燕／刘广艺） 3. 心恋（佘美汝／李俊祥） 4. 梦里相思（侯俊辉／欧俪雯） 5. 最浪漫的事（安祈爾／宇翔） 6. 流言（杨克意／陈丽媚） 7. 姻缘天注定【福建】（黄铭德／张美玲） 8. 包容（安祈爾／宇翔） 9. 选择（刘燕燕／曹峰） 10. 只有分离（欧俪雯／天翔） 11. 爱的世界只有你（黄嘉雯／陈泳錥） 12. 我爱你胜过你爱我（侯俊辉／黄晓凤） 13. 你怎么舍得我难过（刘燕燕／林铭维） 14. 爱如潮水（曾曼文／黄天伟） DVD 版本 曲目 1. 曲目 2. 堆积情感（黄铭德／安祈爾） 3. 再回首（刘燕燕／刘广艺） 4. 心恋（佘美汝／李俊祥） 5. 梦里相思（侯俊辉／欧俪雯） 6. 最浪漫的事（安祈爾／宇翔） 7. 流言（杨克意／陈丽媚） 8. 姻缘天注定【福建】（黄铭德／张美玲） 9. 包容（安祈爾／宇翔） 10. 选择（刘燕燕／曹峰） 11. 只有分离（欧俪雯／天翔） 12. 爱的世界只有你（黄嘉雯／陈泳錥） 13. 我爱你胜过你爱我（侯俊辉／黄晓凤） 14. 你怎么舍得我难过（刘燕燕／林铭维） 15. 爱如潮水（曾曼文／黄天伟） 16. 谢谢观赏 |

## 影視作品

### 電影
| 上映年份 | 电影名     | 角色     |
| -------- | ---------- | -------- |
| 2023年   | 猫山王中王 | 本色出演 |